# Bengt Ingeström
Bengt Gustaf Theodor Ingeström, född 5 maj 1873 i Klara församling, Stockholm, död 28 november 1953 i Oscars församling, Stockholm , var en svensk industriman.
Ingeström utexaminerades från Tekniska högskolan 1893, grundade ingenjörsfirma Zander & Ingeström 1898, var direktör för Bultfabriks AB i Hallstahammar 1918-27, samt därefter vice ordförande i dess styrelse. Ingeström tillhörde styrelsen för Sveriges tekniska industriers skiljedomsinstitut.